# Ischyrocerus megalops
Ischyrocerus megalops is een vlokreeftensoort uit de familie van de Ischyroceridae. De wetenschappelijke naam van de soort is voor het eerst geldig gepubliceerd in 1894 door Sars.